# Bettina Wollesen
Bettina Wollesen (* 21. Dezember 1972 in Bad Oldesloe) ist eine deutsche Sportwissenschaftlerin und Hochschullehrerin.

## Werdegang
Wollesen ging in Bad Oldesloe zur Schule, 1992 erlangte sie am Theodor-Mommsen-Gymnasium die Hochschulreife. Von 1992 bis 1994 studierte sie in Kiel das Fach Chemie, anschließend von 1995 bis 1998 Chemie und Sport für das Lehramt sowie von 1999 bis 2002 Sportwissenschaft und als Nebenfach Erziehungswissenschaften. Ihren Diplomabschluss erlangte sie im Januar 2003. Hernach nahm Wollesen am Fachbereich Sportwissenschaft der Universität Hamburg ein Promotionsstudium auf. Sowohl in ihrer 2008 angenommenen Dissertation als auch in ihrer Habilitationsschrift befasste sich Wollesen mit dem Themenbereich Sport im Alter.
Wollesen war 2006 und 2007 wissenschaftliche Mitarbeiterin am Fachbereich Erziehungswissenschaft der Universität Hamburg und ab März 2007 an derselben Hochschule in der Abteilung für Bewegungs- und Trainingswissenschaft im Fachbereich Bewegungswissenschaft. Von Juni 2016 bis Ende September 2018 war Wollesen an der Universität Hamburg Vertretungsprofessorin für Gesundheitswissenschaften. Von September 2019 bis Ende August 2021 war sie an der Technischen Universität Berlin im Bereich Gesundheits- und Bewegungswissenschaft tätig. 2022 wurde sie als Nachfolgerin von Klaus Mattes ordentliche Professorin für Bewegungs- und Trainingswissenschaft am Institut für Bewegungswissenschaft der Universität Hamburg.
2019 wurde Wollesen mit Zuständigkeitsbereich Gesundheit und Bewegung Mitglied des Vorstands der Deutschen Vereinigung für Sportwissenschaft, im September 2021 erfolgte ihre Wiederwahl. Zu Wollesens Forschungsschwerpunkten zählen körperliche Betätigung als Krankheitsvorbeugung, Gesundheitssport, Sport im Alter, Sport bei Krankheiten und Sport im Betrieb.